# 徐嗣曾

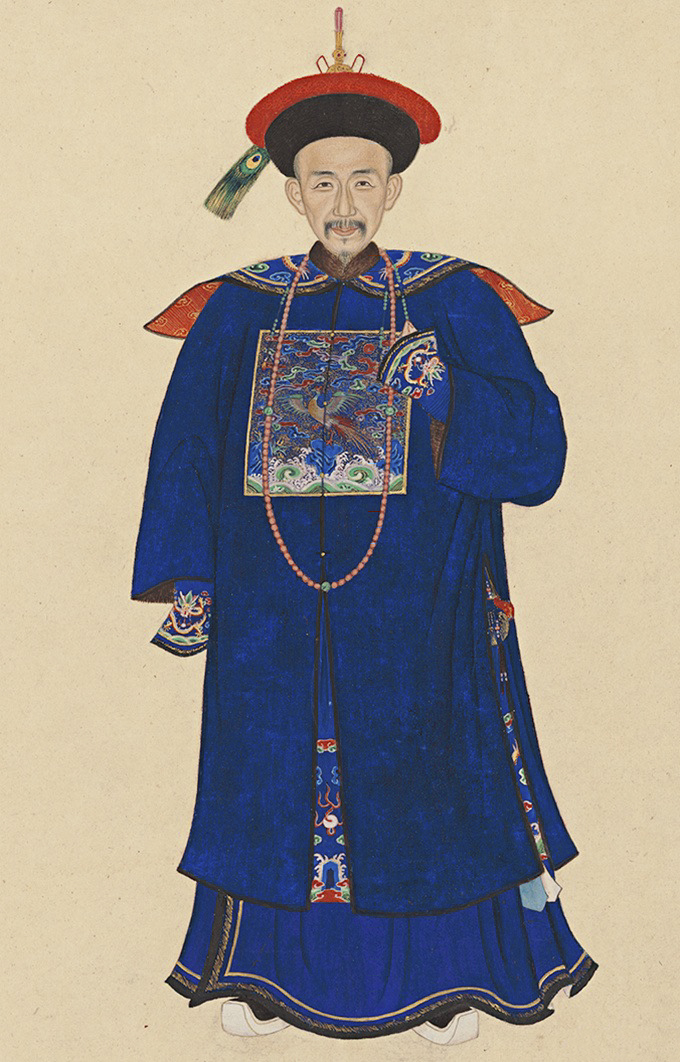
徐嗣曾

徐嗣曾（？—1790年12月6日），字宛東，浙江省杭嘉湖道杭州府海寧州（今浙江省嘉興市海寧市）人，清朝官員。

## 生平

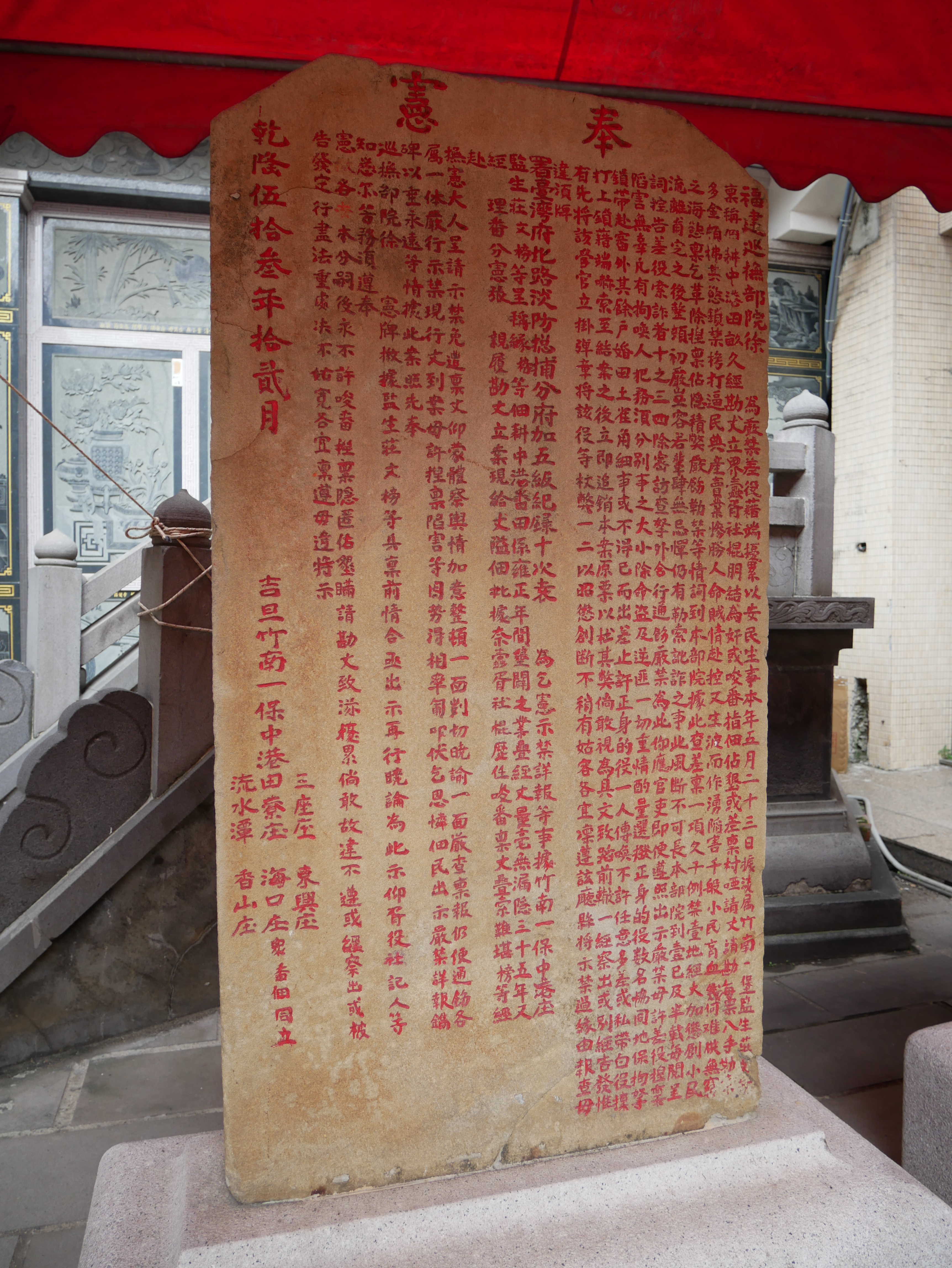
乾隆五十三年（1788年）十二月福建巡撫徐嗣曾暨署淡水撫民同知袁秉義所頒示〈嚴禁差役藉端擾累碑記〉，中港慈裕宮藏

本姓楊，過繼爲徐氏之後。乾隆二十八年（1763年）癸未科進士。授戶部主事，升員外郎、郎中。乾隆三十六年（1771年）出督陝西學政。四十年（1775年）任雲南省迤東道，歷改糧儲道、迤西道。四十四年（1779年）升安徽按察使，同年轉任雲南按察使。四十七年（1782年）任福建布政使。五十年（1785年）升福建巡撫，期間短期署理閩浙總督職務。五十五年十一月丁丑（1790年12月6日）卒。

## 延伸阅读
[在维基数据编辑]
 《清史稿/卷332》，出自趙爾巽《清史稿》
 在维基共享资源阅览影像